# 七十二變 (歌曲)
七十二變（英語：72 changes）是一首香港本地原創歌曲，由WE5作曲、林日曦填詞、何秉舜編曲及監製、黎明主唱，並以人工智能（AI）技術製作音樂短片，音樂短片及歌曲於2024年10月9日由唱片公司A music以數碼形式發行，同年12月6日推出另一個版本，名為〈七十二變聖誕老人〉；12月11日再度推出另一個版本，名為〈七⼗⼆變 Lullaby〉。

## 製作與發行
2024年10月9日，黎明的社交平台帳戶發表帖文，內容為『秋風起！巴B Q！咪着涼！燒燶咗！禁食佢！出新歌之黑話題：「七十二變」』，宣布推出新歌，歌曲以《西游記》中孫悟空的變身法術「七十二變」命名。這首歌的主題講述黎明願為大家「七十二變」，化作任何角色守護大家，歌曲的音樂短片全部內容均以人工智能技術製作，黎明透過人工智能技術演繹多個被視為經典的角色，包括《功夫》的包租婆、《西游記》的孫悟空、《賭神3之少年賭神》扮演高傲的高進、《破壞之王》的斷水流大師兄、阿拉丁燈神、《甜蜜蜜》的黎小軍、《劫後重生》的湯漢斯、《多啦A夢》的技安、《火影忍者》的鼬太知。

## 迴響
黎明的社交平台帳戶發文後的十小時內，獲得超過七萬個按讚及六百多則留言，而歌曲〈七十二變〉在YouTube網站上架12小時錄得逾十萬點播次數，有網民留言讚賞這首歌的歌詞有意思，也有網民讚賞黎明緊貼科技潮流及幽默，是走在時代尖端的藝人。填詞人林日曦在社交平台分享這首歌的音樂短片截圖，並表示「我份人自問已經算喪，但黎喪明，永遠身處另一個維度，邊有人個MV咁樣樣㗎……」（我這個人自問已經算喪，但黎喪明，永遠身處另一個維度，那有人的音樂短片是這樣子的……）。有評論指這首歌的音樂位片使用人工智能技術製作，雖然成本較低，但效果出色，引起歌迷共鳴，也有評論認為黎明不斷求變的精神值得年輕一輩學習。

## 流行榜成績
以下是歌曲〈七十二變〉在音樂流行榜所獲得的最佳成績：
- Hong Kong Singer Channel—Channel Top 20：冠軍（〈七十二變聖誕老人〉版本）[13]
- 香港商業電台903專業推介：第20位（〈七十二變聖誕老人〉版本）[14]
- 香港電台中文歌曲龍虎榜：冠軍[15]
- 電視廣播有限公司勁歌金榜：冠軍[16]

## 外部連結
- 黎明 Leon Lai - 七十二變 (Official MV) AMusic Official Channel. 2024-10-09
- 黎明 Leon Lai - 七十二變聖誕老人 (Official MV) AMusic Official Channel. 2024-12-06
- 黎明 Leon Lai - 七⼗⼆變 Lullaby (Official MV) AMusic Official Channel. 2024-12-11